# Le Teich
 Le Teich  es una comuna y población de Francia, en la región de Aquitania, departamento de Gironda, en el distrito de Arcachón (desde el 1 de enero de 2007) y cantón de La Teste-de-Buch.
Su población en el censo de 1999 era de 4.822 habitantes. Forma parte de la aglomeración urbana de Arcachón.
Está integrada en la Communauté d'agglomération du Bassin d'Arcachon Sud-Pôle Atlantique.

## Demografía
| 1,380 | 1,518 | 1,658 | 1,680 | 2,176 | 2,946 | 3,607 | 4,822 |
| Para los censos de 1962 a 1999 la población legal corresponde a la población sin duplicidades (Fuente: INSEE [Consultar]) |       |       |       |       |       |       |       |